# عمار معروف
عمار معروف (1942 - 1 يوليو 2018)، ممثل جزائري، ولد بالجزائر العاصمة عام 1942، التحق بالمسرح الوطني بعد الاستقلال بسنتين، حيث كان يعشق المسرح..
تمتد مسيرته الفنية إلى 54 عاما..
بدأ مشواره الفني بالمسرح حيث تقاسم الخشبة مع الفنان الكبير الراحل رويشد في مسرحية «البوابون»، كما جسد أدوارا مهمة في العديد من الأعمال السينمائية، على رأسها فيلم «معركة الجزائر»، وكذلك فيلم «حسان طيرو»، «حسان الطاكسي»، «الهزي».... وغيرها من الأفلام الناجحة..
و كان للراحل تجربة درامية ثرية في التلفزيون الجزائري في العديد من المسلسلات إلى جانب عدد من الممثلين الكبار على غرار الفنانة القديرة شافية بوذراع، فريدة صابونجي، وبهية راشدي..
من أهم أعماله التلفزيونية:
مسلسل «المصير» بجزئيه لجمال فزاز، «جروح الحياة» لعمار تريباش، «قلوب في صراع»، و «الامتحان الصعب» لنزيم قايدي... وغيرها من الأعمال التلفزيونية الناجحة..
كما قدم في تجربة الإخراج مسرحية «الفالطة» بقلم عمر بادي عام 1998 ... وغيرها.

## الوفاة
توفي عمار معروف يوم الأحد أول يوليو عام 2018، عن عمر ناهز 76 عاماً إثر وعكة صحية، تاركًا وراءه مسيرة فنية ثرية في السينما والمسرح والتلفزيون. تخلت عنه السلطات أنذاك  مات في مستشفى مصطفى باشا في وضعية مزرية 